# Saint-Martin-de-la-Porte
Saint-Martin-de-la-Porte é uma comuna francesa na região administrativa de Auvérnia-Ródano-Alpes, no departamento de Saboia. Estende-se por uma área de 19,25 km². Em 2010 a comuna tinha 699 habitantes (densidade: 36,3 hab./km²).